# Kings Peak
Kings Peak – szczyt w stanie Utah, w hrabstwie Duchesne. Jest najwyższym szczytem w paśmie Uinta Mountains (4123 m n.p.m.). Znajduje się w obrębie Ashley National Forest, 127 km na północny wschód od stolicy stanu, Salt Lake City.
Na szczyt prowadzą trzy szlaki: wschodni, północny, najdłuższy (Henry's Fork) i południowy, stosunkowo najłatwiejszy (Yellowstone Creek). Zdobycie góry nazwanej na cześć Clarence’a Kinga uchodzi za dość trudne, choć nie wymaga użycia specjalistycznego sprzętu do wspinaczki górskiej.